# Rubus zangezurus
Rubus zangezurus är en rosväxtart som beskrevs av Mulk.. Rubus zangezurus ingår i släktet rubusar, och familjen rosväxter. Inga underarter finns listade i Catalogue of Life.